# Russell B. Long
Russell Billiu Long, född 3 november 1918 i Shreveport, Louisiana, död 9 maj 2003 i Washington, D.C., var en amerikansk politiker (demokrat). Han representerade delstaten Louisiana i USA:s senat 1948-1987. Han var ordförande i senatens finansutskott 1965-1981. Han var son till Huey Long och Rose McConnell Long. Fadern var senator 1932-1935 och modern 1936-1937.
Fadern Huey Long, som var en mäktig politisk boss, tidigare guvernör och en populistisk senator, sköts ihjäl år 1935 i Louisianas huvudstad Baton Rouge. Familjedynastin Long etablerades för första gången i och med att änkan Rose efterträdde sin make i senaten.
Russell B. Long studerade vid Louisiana State University. Han avlade 1941 grundexamen och 1942 juristexamen. Han deltog sedan i andra världskriget och befordrades till löjtnant. Han inledde 1946 sin karriär som advokat i Baton Rouge. 
Senator John H. Overton avled 1948 i ämbetet och Longs farbror, guvernör Earl Long, utnämnde William C. Feazel till Overtons efterträdare fram till fyllnadsvalet senare samma år. Feazel ställde inte upp i fyllnadsvalet men det gjorde Russell B. Long.
I sin första senatskampanj tog Long en mera moderat ställning i rasfrågan än vissa sydstatspolitiker hade gjort före honom. Han refererade specifikt till senator Theodore G. Bilbo som hade avlidit året innan och menade att en för hård linje lyfte fram de sämsta politikerna på båda sidorna av frågan. Han menade att det var för tidigt att låta de svarta att rösta i sydstaterna men med hjälp av en bättre utbildning kunde de svartas politiska rättigheter tillåtas i framtiden. Han menade ändå att i 1948 års situation var det omöjligt att överge rassegregeringen: "For our time, certainly for the present, white people will not stand for the abolition of segregation in schools or in public transportation or places of public accommodation. But let's work to offer the colored man equal facilities."
Long vann demokraternas primärval med 51% av rösterna och sedan själva fyllnadsvalet med 75% av rösterna. Han omvaldes 1950, 1956, 1962, 1968, 1974 och 1980.
Long tillträdde 1965 som demokratisk whip i senaten. Ted Kennedy utmanade 1969 Long framgångsrikt och efterträdde honom som demokraternas partipiska. Kennedy skrev långt senare att han uppskattade Longs förmåga att berätta roliga historier och hans sätt att få saker uträttade i senaten. Kennedy menade att Long var konservativ i skattefrågor men att han var mera moderat än många andra sydstatspolitiker i rasfrågan.
Long efterträddes 1987 som senator av John Breaux. Long avled sexton år senare i hjärtsvikt.
Russell Long förekommer som gestalt i Oliver Stones film JFK. Walter Matthau spelade honom i filmen som handlar om åklagaren Jim Garrisons undersökningar i USA:s mest berömda mordfall. Garrison skrev i sin bok On the Trail of the Assassins (1988) att hans misstankar väcktes efter ett samtal år 1966 med senator Long som trodde på att flera personer hade varit involverade i mordet på John F. Kennedy.
Longs grav finns på Roselawn Memorial Park and Mausoleum i Baton Rouge.